# Interstellar Experience
Interstellar Experience è il secondo album studio della band thrash metal tedesca Assassin pubblicato nel 1988.
Subito dopo The Upcoming Terror il quintetto della Germania, si preparò a registrare l'album, forse il più conosciuto, che si mostra ancora più duro e cattivo del lavoro precedente. Con chitarre più distorte e una voce ancora più urlata e senz'altro riconoscibile. Il disco presenta dei movimenti molto veloci, infatti alcuni brani durano meno di un minuto, nonostante la velocità presenta buona tecnica e una vena melodica ben distinta, che può far ricordare al gruppo statunitense Anthrax.
Per la band questo sembrava essere il disco decisivo, quello che gli avrebbe portati al successo ma l'accoglienza fredda da parte del pubblico non glielo permise anche perché successivamente, il gruppo, si sciolse a causa del furto della strumentazione.
Il quintetto tornò sulla scena thrash negli anni 2000.

## Tracce
1. Abstract War – 5:14
2. AGD – 4:12
3. A Message to Survive – 3:18
4. Pipeline (The Chantays cover) (strumentale) – 1:24
5. Resolution 588 – 4:14
6. Junk Food – 3:38
7. Interstellar Experience (strumentale) – 3:33
8. Baka – 2:30

## Formazione
- Robert Gonnella - voce (1983-1989, 2002-presente)
- Michael "Micha" Hoffman - chitarra (1983-1984, 1987-1989, 2004-presente)
- Markus "Lulle" Ludwig - basso (1983-1989)
- Dinko Vekic - chitarra (1983-1989, 2002-2005)
- Frank Nellen - batteria (1987-1989, 2004-2009)